# Pinkie Pienter
Pinkie Pienter is een Nederlandse stripreeks die in de periode 1954-1960 bij uitgeverij Mulder en Zn. verscheen. De oorspronkelijke auteur is J.H. Koeleman. Van de in totaal 18 albums die verschenen, zijn de laatste zes echter getekend door Lex Overeijnder.
Pinkie Pienter is ook in het buitenland uitgebracht. In Frankrijk (waar Pinkie was omgedoopt tot 'Martin le Malin') zijn er zelfs meer verhalen gepubliceerd dan in Nederland, maar deze extra verhalen zijn niet door Koeleman gemaakt en missen dan ook de extra dimensie die Koeleman (waarschijnlijk onbedoeld) de avonturen van Pinkie heeft meegegeven. In opdracht van Mulder & Zn is
Pinkie Pinter in het Frans vertaald door Louis Laurent.

## Inhoud
Koeleman heeft geprobeerd om een Nederlandse Kuifje te maken, maar door zijn bizarre tekenstijl en verhaalmethode heeft Koeleman een cultfiguur gecreëerd.
Een mooi voorbeeld van de onsamenhangende verhaalstijl van Koeleman is het lot van het hondje van Pinkie in het eerste verhaal "De grote race". Net als Kuifje moest Pinkie natuurlijk een hondje hebben. Kuifje heeft zijn hond in al zijn avonturen bij zich gehouden. Maar het hondje van Pinkie verdwijnt in het eerste verhaal al ergens halverwege het avontuur (in het buitenland) uit beeld, en komt ook nooit meer terug. De verhalen van Pinkie Pienter zijn ook minder realistisch dan die van Kuifje. Wat Kuifje meemaakt, zou allemaal echt gebeurd kunnen zijn. Pinkies avonturen daarentegen bevatten fictieve elementen zoals pillen waarmee je onder water adem kunt halen of een ontmoeting met Neptunus.
Pinkie heeft ook een vriend, de violist Floris Fiedel. Floris wordt in het eerste verhaal al na een paar pagina's als lifter het verhaal binnengebracht. Hij stelt zichzelf voor als Floris (met een "i") Fiedel, maar na dit eerste plaatje wordt hij verder consequent als Flores aangeduid (ook door zichzelf). Ook in het tweede en derde album wordt hij Flores genoemd, om vanaf deel 4 ten slotte toch weer als Floris door het stripleven te gaan.

## Personages
- Pinkie Pienter, het titelpersonage
- Floris Fiedel, een violist en vriend van Pinkie
- Bul Bumper, de antagonist

## Albums

### Eerste reeks
- 01 De grote wedstrijd
- 02 Het geheim van de gouden Tempel
- 03 Het Smokkel-eiland
- 04 De geheimzinnige verdwijning in Atoomstad
- 05 De testpiloot
- 06 Mannen van Mars landen op aarde
- 07 De erfenis van oom Archibald
- 08 20.000 mijlen onder zee
- 09 Het grote film-avontuur

- 10 De reis naar Atlantis
- 11 De strijd om raket PX 15
- 12 De verdwenen schat
- 13 De grote ontdekking
- 14 De kroon van Tjong-Ho
- 15 Spionnen in de ruimte
- 16 De andere wereld
- 17 De tijdmachine
- 18 Alarm...Indianen

### Tweede reeks
Deze reeks bevat de verhalen uit bovenstaande reeks, maar zijn in kleinere delen opgedeeld.
- 01 De Zeepkistrace
- 02 Gevangen in het oerwoud
- 03 De grote overwinning
- 04 Het geheime dokument
- 05 De indiaanse overval
- 06 De gouden schat
- 07 Een geheimzinnig schip
- 08 Koning Neptunus helpt Pinkie
- 09 Het eiland der smokkelaars
- 10 Ontvoering van Bobby Brown
- 11 Op een onbewoond eiland
- 12 Het Atoom-avontuur
- 13 Het geheime luik
- 14 Het ongeluk van de Gigant
- 15 De straaljager-race
- 16 Het vliegende schotel avontuur
- 17 Vreemde bezoekers uit het heelal
- 18 De aanval der Mars bewoners
- 19 De vreemde oom uit Amerika
- 20 De Grote boot race
- 21 Het monster uit het rotsgebergte
- 22 Het diep zee monster
- 23 Het avontuur onder zee
- 24 Het geheimzinnige eiland

- 25 De gestolen tas
- 26 De wilde vlucht
- 27 De tegenaanval
- 28 In de hinderlaag
- 29 De kroon ontdekt
- 30 De strijd om de kroon
- 31 Opstand in de studio
- 32 In de Maanvallei
- 33 Het grote geheim
- 34 Gevangen in de woestijn
- 35 Klaar voor onder water
- 36 De verdronken stad
- 37 Spionnen in de bergen
- 38 De mislukte start
- 39 De vlucht uit de vulkaan
- 40 De belangrijke opdracht
- 41 Het kasteel in het oerwoud
- 42 Redding in de ruimte
- 43 Avontuur op Mars
- 44 Terugkeer naar de Aarde
- 45 Het dal der stilte
- 46 De Wereld der verschrikkingen
- 47 Klopsignalen op de zeebodem
- 48 Geheimzinnige geluiden